# توسين أدارابيويو
توسين أدارابيويو (بالإنجليزية: Tosin Adarabioyo)‏ (24 سبتمبر 1997 المملكة المتحدة - ) هو لاعب كرة قدم بريطاني، يلعب كمدافع. لصالح نادي تشيلسي الإنجليزي.

## روابط خارجية
- توسين أدارابيويو على موقع الاتحاد الأوربي (الإنجليزية)
- توسين أدارابيويو على موقع قاعدة بيانات كرة القدم.إي يو (الإنجليزية)
- توسين أدارابيويو على موقع ليكيب (الفرنسية)
- توسين أدارابيويو على موقع Soccerbase.com (لاعب) (الإنجليزية)
- توسين أدارابيويو على موقع Soccerway.com (الإنجليزية)
- توسين أدارابيويو على موقع عالم كرة القدم.نت (الإنجليزية)
- توسين أدارابيويو على موقع AS.com (الإسبانية)